# Prinzregentenplatz (Augsburg)

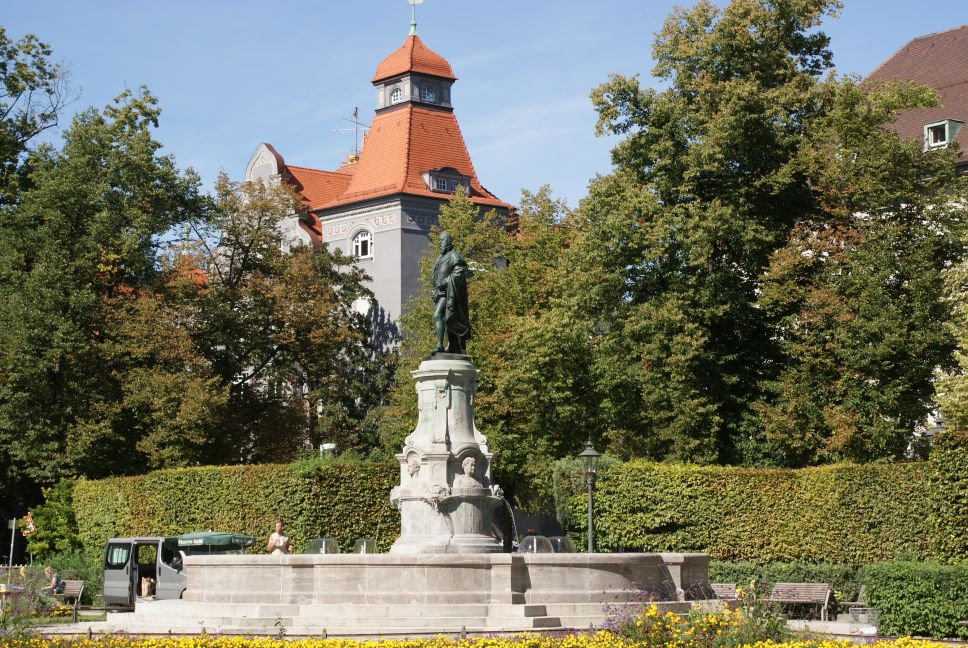
Blick auf den Prinzregentenplatz

Der Prinzregentenplatz ist ein Platz im Bahnhofsviertel von Augsburg. Im Mittelpunkt des Platzes steht der Prinzregentenbrunnen zu Ehren des Prinzregenten Luitpold.
Vom Bahnhof im Westen her kommend, läuft die Prinzregentenstraße zunächst gerade auf den Prinzregentenbrunnen zu, dann gabelt sie sich vor dem Platz. Ihr linker Verlauf behält den Namen Prinzregentenstraße; ihr rechter heißt nach dem Prinzregentenplatz Holbeinstraße.
Im Nordwesten des Platzes liegt, von einem Garten umgeben, das Diakonissenhaus Augsburg. Im Osten des Platzes befindet sich die örtliche Direktion der AOK Bayern und das Sozialgericht. Im Süden des Prinzregentenplatzes gelegen ist das Landratsamt des Landkreises Augsburg. Ein wichtiges Nachkriegsbauwerk im Südosten des Platzes ist das Finanz- und Hauptzollamt.

## Geschichte
Ende des 19. Jahrhunderts beschloss der Augsburger Stadtmagistrat dem Prinzregenten zu seinem 80. Geburtstag ein Denkmal zu errichten. Zu diesem Zweck wurde auf dem ehemaligen Schnurbeinschen Gartengelände ein Monumentalbrunnen geplant und 1901 mit dessen Bau begonnen. Im Jahr 1903 wurde anschließend die Enthüllung des Brunnens gefeiert.
Der Prinzregentenplatz war ursprünglich weiträumiger als heute. In den Jahren 1929–1931 wurde in seinem Osten das Gebäude der AOK erbaut, außerdem nutzt man den Teil des Platzes zwischen dem Brunnen und dem AOK-Gebäude für Parkplätze. So hat der Platz heute etwa eine Halbkreisform und Hecken grenzen den Brunnenbereich gegen die Parkplätze dahinter ab.
Mit dem Bau des Finanz- und Hauptzollamts wurde im Dezember 1937 begonnen, mit dem der Reichsbahndirektion (heute das Landratsamt) im Mai 1938. Das Finanzamt wurde bei den Luftangriffen auf Augsburg im Februar 1944 zerstört und 1954/55 wieder errichtet.

## Der Prinzregentenbrunnen

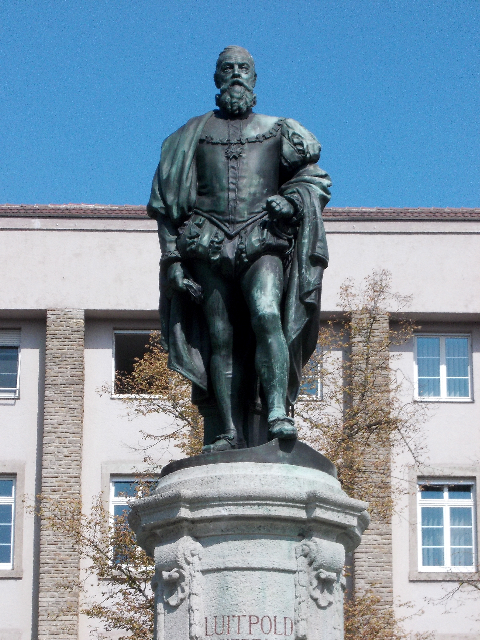
Vorderansicht des Denkmals auf dem Prinzregentenbrunnen

Der Brunnen besteht aus einem mit Granitstufen eingerahmten Bassin aus Muschelkalk mit einem Durchmesser von 13 Metern. In der Mitte erhebt sich ein achteckiger Piedestal, an dessen vier breiten Seiten die Vorgänger des Prinzregenten abgebildet sind. Oben befindet sich die 867 kg schwere und 2,6 Meter hohe Bronzefigur, ein Werk des Münchner Bildhauers Franz Bernauer.